# El Rincón (Herrera)
El Rincón es un corregimiento del distrito de Santa María en la provincia de Herrera, República de Panamá. La localidad tiene 1.712 habitantes (2010).